# Proteïna d'unió a C4b
La proteïna d'unió a C4b (en anglès C4b-binding protein o complement C4b-binding protein) és una llarga glicoproteïna plasmàtica reguladora de la via clàssica del sistema del complement humà, en la qual intervé fonamentalment com a cofactor amb funcions inhibidores. Conté un ancoratge central al qual s'hi uneixen set cadenes alfa i una de beta que interaccionen entre si mitjançant enllaços disulfur.
Sintetitzada al fetge, està codificada pels gens C4bp-A i C4bp-B, pertanyents al grup RCA del braç llarg del cromosoma 1, que corresponen a les dues subunitats que formen aquesta proteïna, l'alfa i la beta. Es tracta d'una proteïna que presenta isomeria.
Té una concentració estimada al plasma sanguini de 200 micrograms/mL.

## Estructura i localització
La proteïna C4BP és una glicoproteïna que s'organitza en dos tipus de subunitats: les cadenes-α i les cadenes-β. Les cadenes, d'origen evolutiu comú, són estructures de múltiples repeticions d'uns 60 aminoàcids d'uns 75 kDa (les cadenes-α) i 45 kDa (les cadenes-β). Ambdues estructures contenen segments homòlegs repetits que s'anomenen proteïnes de control del complement (CCP). Les cadenes-α i les cadenes-β estan constituïdes per vuit i tres CCP, respectivament, seguides d'una regió carboxil-terminal no repetida involucrada en la polimerització de les cadenes.

### Codificació
Els gens que codifiquen ambdós polipèptids, C4BPα i C4BPβ, respectivament, estan lligats a un agrupament conegut com a RCA (regulator of complement activation), situat al braç llarg del cromosoma 1. La Mr de cada subunitat és 70.000 i totes tenen una seqüència amino-terminal idèntica. C4BP existeix al plasma en dues formes que tenen diferent Mr (540.000 i 590.000). La forma amb el pes molecular superior representa gairebé el 80% de la C4BP al plasma i només aquesta és capaç d'unir-se amb la proteïna S.

### Isoformes
Segons el nombre d'aquestes cadenes es distingeixen tres isoformes:
- A7B0: formada per set cadenes alfa (7α0β), de 530 kDa
- A7B1: formada per set cadenes alfa i una beta (7α1β), de 570 kDa
- A6B1: formada per sis cadenes alfa i una beta (6α1β), de 500 kDa.

La isoforma principal i la present en l'organisme humà és la formada per set cadenes α i una cadena β (7α1β) disposades en forma de pop, i constituïda per 597 aminoàcids. Les set cadenes idèntiques formen llargues estructures tentaculars de 330 Å, que surten d'un petit cos central. Aquests tentacles són molt flexibles i poden adquirir diferents posicions en relació amb les altres cadenes, és a dir, l'angle format per dos tentacles és extremadament variable.

### Reconeixement i interaccions moleculars
Segons el tipus de cadena, la C4BP podrà interaccionar amb unes molècules o unes altres, ja que els llocs d'unió són distints, específics i no competitius. A les α-cadenes s'hi uniran la C4b, l'Arp i l'heparina, sense requerir la presència de les beta, mentre que les β-cadenes interaccionaran amb la proteïna S, sense necessitat de les alfa. A més, alguns estudis recents han demostrat que l'extrem amino-terminal de les α-cadenes és fonamental en la unió de la C4BP amb la C4b.
Els llocs d'unió amb C4b estan situats al final perifèric d'aquests set tentacles. En contrast, el lloc d'unió amb la proteïna S està situat a prop del cos central, en un braç més curt.

### Dominis

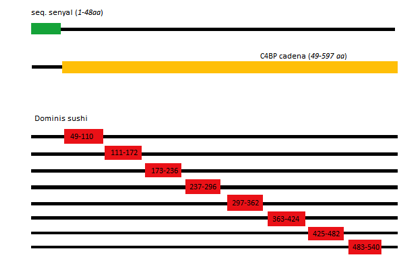
Dominis de la proteïna C4BP

Pel que fa als dominis de la C4BP, destaquen:
- El senyal, que ocupa els primers 48 aminoàcids i serà la identificació per la polimerització i pel destí i localització de la molècula.
- Els dominis sushi, també coneguts com a SCR o CCP, que són motius amb uns 60 aminoàcids caracteritzats per tenir uns residus específics en determinades posicions, sobretot de cisteïnes.

### Trams modificats
A més, hem de tenir en compte, que alguns dels aminoàcids de les cadenes que formen la C4BP estan modificats, degut a dues raons:
- Haver sofert una glicosilació, ja que es tracta d'una glicoproteïna.
- Estar formant enllaços disulfur, que permeten la interacció entre les cadenes i així, l'estabilització de l[7] a molècula en un nucli heptamèric.

## Funcions
La proteïna té una elevada relació de fricció, el que indica que és altament asimètrica. Al plasma i en forma purificada, la C4bp també forma un complex bimolecular amb la proteïna S, una proteïna plasmàtica depenent de la vitamina K.
A cada tipus de cadena se li associa una funció: és un important regulador de l'activació del sistema del complement, degut a la cadena alfa i és un modulador positiu del sistema de la coagulació, gràcies a la cadena beta.
Es tracta d'una proteïna reguladora que actua associada en el sistema RCA, que s'encarrega de l'activació de la Via Clàssica del Sistema de Complement i del sistema de coagulació.

Mecanisme de les vies Clàssica i Alternatica del SC

C4bp-AFunciona com a cofactor de la C3bina, inhibidor de C3b/C4b, i que després s'encarrega d'hidrolitzar el fragment C4b. La subunitat alfa s'uneix al fragment C4b per la posterior interacció amb ell.
Les cadenes alfa s'uneixen de forma no covalent al fragment C4b, actuant com un cofactor del Factor I en la hidròlisis de C4b. També intervé en l'acceleració de la degradació del complex C4bc2a en associació a la C3 convertasa, dissociant el fragment 2a.
C4bp-BLes cadenes beta s'uneixen i inactiven la proteïna S (depenent de la vitamina K). Aquesta acció no interfereix en l'activitat inhibidora de les cadenes alfa en la via clàssica del sistema de complement.
Inhibeix l'acció de la C4, més concretament les vies clàssica i de la lectina. També és capaç d'unir-se a la C3b. La C4BP accelera la lisi de la C3 convertasa i és un cofactor per la proteasa seria de factor I, que uneix la C4b i la C3b.
Un elevat nombre de bacteris i fongs patògens són capaços de capturar la C4BP, fet que els habilita a establir la infecció.
Es coneixen tres proteïnes humanes d'interacció amb la C4BP: la C4b (o l'equivalent C4(H2O)), que posseeix de dos a quatre llocs d'unió a la C4BP; la proteïna S i la SAP.
La C4BP pot produir la degradació de la C4b quan actua de cofactor del factor I. La C4b està composta per 3 polipèptids: una cadena α, una de Ɣ i una deβ. Quan és degradada, la cadena α és travessada dues vegades per la C4BP, fet que provoca que resultin un fragment de 45 kDa i dos fragments més petits de la C4b. A més, quan la cadena α de la C4BP s'uneix a la C4b produeix el deteriorament de la convertasa de la via clàssica (C4b2a).
Un pas clau per a l'eliminació d'agents invasors patògens del cos és la unió covalent de les proteïnes del complement C3b i C4b a la seva superfície.
Molts microorganismes patògens desenvolupen mecanismes per evitar els atacs del sistema de complement de l'organisme hoste. Sovint, aquests mecanismes produeixen una afecció en la regulació del SC. En aquests casos, el microorganisme expressa una proteïna amb similitud funcional a una molècula reguladora o bé adquireix la proteïna de l'hoste. N'és un exemple el fet que moltes soques de Streptococcus pyogenes s'uneixin a la C4BP mitjançant unes estructures idèntiques a les proteïnes de membrana de les cèl·lules d'unió a immunoglobulines.

### Streptococcus pyogenes
Streptococcus pyogenes expressa proteïnes que interaccionen amb el sistema immunitari de l'hoste. La interacció entre aquest bacteri i el sistema immunitari humà rau en el fet que les proteïnes de membrana d'unió a les immunoglobulines dels Streptococcus pyogenes també són capaces d'unir-se a la proteïna C4BP. La C4BP s'uneix a les proteïnes Arp (unió d'elevada afinitat) o Sir, dues molècules d'unió a les immunoglobulines A i G pertanyents a la família de proteïnes M. Aquestes proteïnes disposen de diferents punts d'unió per la C4BP i per les immunoglobulines. Els estreptococs uneixen la C4BP a la cèl·lula infectada fent que la C4BP perdi la seva habilitat d'actuar com a cofactor en la degradació de la Cb4. La unió de l'agent patogen en qüestió a la C4BP produeix que les C3b i la C4b no es puguin unir a la seva superfície. Aquest fet provoca la disminució de manera potencial de les fagocitosis de macròfags i leucòcits polimorfonuclears.

### Poder antiinflamatori i immunoregulador
Una isoforma minoritària de la proteïna C4BP, a més d'inhibir el sistema del complement (la resposta immunitària innata), actua directament sobre les cèl·lules dendrítiques. Aquestes són un pont entre la resposta immunitària innata i l'adquirida, ja que són les encarregades de presentar els patògens als limfòcits T per ampliar la resposta immunitària. En contacte amb aquesta isoforma, les cèl·lules dendrítiques es converteixen en tolerogèniques, és a dir, que generen tolerància: adquireixen poder antiinflamatori i immunoregulador. Aquesta activitat podria ser útil en tractaments per lluitar contra el rebuig de trasplantaments i en noves teràpies en malalties autoimmunitàries com el lupus o l'artritis reumatoide. Aquesta proteïna “és la primera línia de combat contra patògens externs, com virus o bacteris. Deu estar molt bé regulat per evitar que es descontroli i ataqui a les nostres pròpies cèl·lules”.

## Malalties associades a la C4BP
Els gens que codifiquen l'expressió de les dues subunitats diferents de la proteïna C4bp són exhaustivament regulats per tal de mantenir-ne constants les proporcions de l'organisme. Les alteracions s'associen per tant a la deficiència d'una de les dues subunitats respecte dels seus nivells normals.

### Deficiència de C4bp-A
L'alteració en els nivells de C4bp comporta l'increment del consum de C3 i disminueix la inhibició de l'enzim C4b.2a. Es dona consegüentment un increment dels nivells de C3a i C5a a causa dels canvis en la via clàssica del sistema de complement.
Les mutacions en les cadenes alfa estan associades amb angioedema (causat per l'augment de permeabilitat vascular que comporten els nivells més alts de C3 i C4),vasculitis cutània i artritis.
Herència: autosòmic recessiu.

### Excés de C4bp-B
Nivells elevats de C4bp al plasma, comporten la inactivació de la proteïna anticoagulant C, el que augmenta considerablement el risc de patir trastorns tromboembòlics.
Herència: autosòmic recessiu.